# Boi-1da

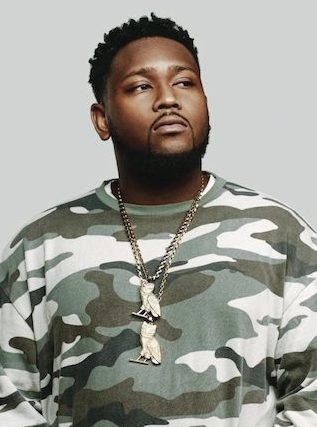
Boi-1da em 2019.

Matthew Samuels, mais conhecido como Boi-1da, é um produtor musical dos EUA. Já trabalhou com Drake, Kardinal Offishall, Eminem, Soulja Boy, Rihanna, Jay Z, Nas, Kanye West, Nicki Minaj, Kendrick Lamar, Jack Harlow, entre outros.